# شكري آرصوي
شكري آرصوي (بالتركية: Şükrü Ersoy)‏ (و. 1931  م) هو لاعب كرة قدم، ومدرب كرة قدم تركي، ولد في إسطنبول، شارك في كأس العالم 1954، مركز لعبه هو حارس مرمى.

## روابط خارجية
- شكري آرصوي على موقع الاتحاد الدولي (مؤرشف)  (الإنجليزية)
- شكري آرصوي على موقع اتحاد تركيا (لاعب) (الإنجليزية)
- شكري آرصوي على موقع اتحاد تركيا (مدرب) (الإنجليزية)
- شكري آرصوي على موقع ناشيونال فوتبول تيمز (الإنجليزية)
- شكري آرصوي على موقع عالم كرة القدم.نت (الإنجليزية)